# Batalla de Azukizaka (1564)
La segunda batalla de Azukizaka (小豆坂の戦い Azukizaka no tatakai?) tuvo lugar en 1564, cuando Tokugawa Ieyasu buscó combatir la creciente amenaza de los Ikkō-ikki, una secta de monjes guerreros que se oponían al gobierno samurái. Las fuerzas de los Ikkō-Ikki consistían en samuráis, algunos de ellos renegados (rōnin), monjes y campesinos, muchos de los cuales pertenecían al clan Tokugawa. 
Mientras la batalla avanzaba, algunos samuráis cambiaron de bando, decidiendo que su obligación con Tokugawa era más fuerte que su lealtad hacia los Ikki, por lo que al final Ieyasu fue capaz de obtener la victoria.